# Diffusor (stromingsleer)

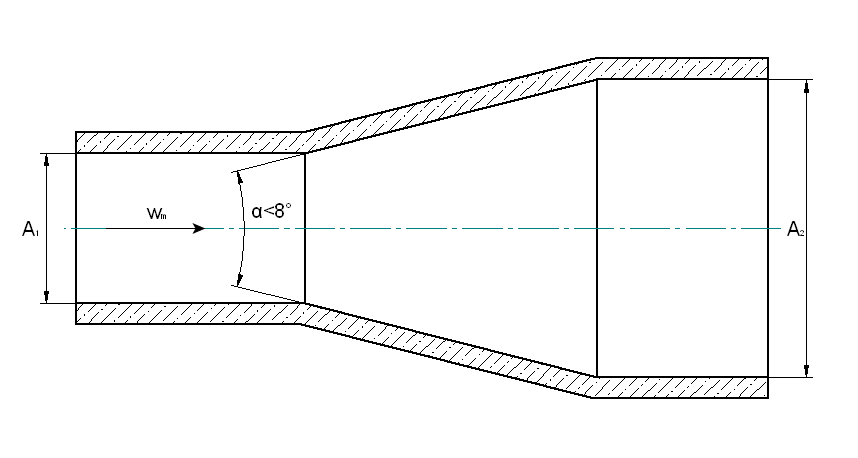
Diffusor (schematisch)

Een diffusor is een apparaat waarin de dynamische druk van een vloeistof of gas omgezet wordt in statische druk. De snelheid wordt verminderd, waardoor volgens de wet van Bernoulli de druk stijgt. Dit kan gebeuren met een slakkenhuis (zonder schoepen) dat de waaier omgeeft, of door een diffusor met leischoepen waartussen de afstand geleidelijk aan toeneemt zodat de snelheid wordt afgeremd. Die omzetting moet gebeuren met zo weinig mogelijk verlies. Als een stroombuis ergens breder wordt, zal de snelheid daar automatisch dalen. Dit gaat echter gepaard met veel wervelingen, dus met grote ladingsverliezen. Daarom moet de doorstroomsectie vergroot worden, op een manier die volgt uit de wetten van de stromingsleer.